# Joan Tomás Campasol
Joan Tomás Campasol (Girona, 17 mei 1985) is een Spaanse voetballer, die voor Celta de Vigo speelt. Hij speelt meestal als linksbuiten, maar soms ook als spits.

## Clubs
Joan Tomás begon in de jeugdopleiding van RCD Espanyol. Hij haalde het eerste elftal niet en werd uitgeleend aan UE Lleida. Daar speelde hij wat wedstrijden en daarna vertrok hij naar Alicante. Hier speelde hij geen competitiewedstrijden en al snel vertrok hij naar Villarreal. Hij was intussen al 23, maar werd toch ingeschreven bij het tweede elftal, waar hij meer dan een jaar speelde. Op 1 februari 2009 maakte hij zijn debuut in het eerste elftal, tegen Deportivo de La Coruña.